# Reidar Palmgren

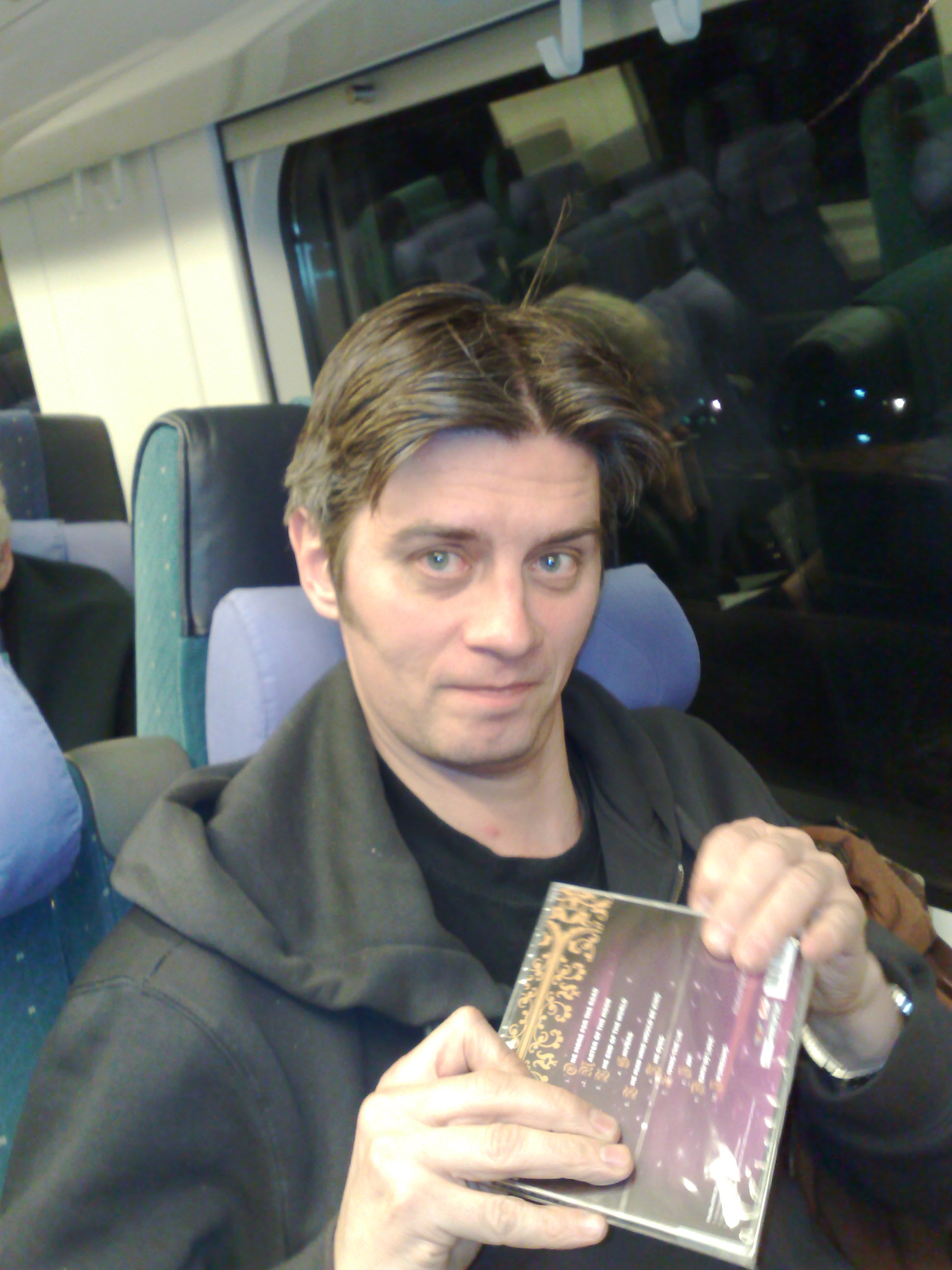
Reidar Palmgren

Reidar Palmgren född 1966 i Helsingfors är en finländsk författare och skådespelare. Han bor i Tammerfors, Finland. Palmgrens debutroman Fötterna först tilldelades Helsingin Sanomats litteraturpris och Akademiska bokhandelns pris för bäst sålda debutroman.